# 2024년 작센 주의회 선거
2024년 작센 주의회 선거는 2019년 작센 주의회 선거의 후임 주의원을 뽑는 선거이다. 2024년 9월 1일 2024년 튀링겐 주의회 선거와 동시에 실시되었다.

## 선거 규정
비례대표를 받으려면 적어도 전체 투표자의 5% 이상 득표해야 하는 5% 저지 조항과 예외로 2개 이상의 지역구에서 승리하면 비례대표를 배분받는 기본위임조항이 있다.